# Świat Nieruchomości
Świat Nieruchomości (ang. World of Real Estate Journal) – kwartalnik naukowy, publikujący artykuły naukowe, recenzje branżowych publikacji i relacje z konferencji naukowych z szeroko rozumianej dziedziny nieruchomości (m.in. zarządzanie nieruchomościami, wycena nieruchomości, analiza rynku, inwestowanie w nieruchomości). Pierwsze wydanie miało miejsce w 1991 roku. Redaktorem naczelnym kwartalnika jest prof. dr hab. Adam Nalepka.
W 2008 roku nastąpiła zmiana wydawcy z Fundacji Krakowski Instytut Nieruchomości (KIN) na Fundację Uniwersytetu Ekonomicznego w Krakowie. Równocześnie Świat Nieruchomości rozszerzył swoją działalność poza granice Polski – co roku ostatni numer wydawany jest w języku angielskim, prezentując artykuły naukowców z różnych krajów Europy, m.in. z Anglii, Bułgarii, Chorwacji, Niemiec, Polski, Słowacji oraz Włoch.
Kwartalnik znajduje się w wykazie czasopism naukowych prowadzonym przez Ministra Edukacji i Nauki z przyznaną liczbą 20 punktów

## Rada Programowa
Przewodniczący Rady Programowej: prof. dr hab. Henryk Gawron (Uniwersytet Ekonomiczny w Poznaniu)
Członkowie Rady Programowej:
- Prof. dr hab. Krystyna Dziworska (Uniwersytet Gdański)
- Prof. dr hab. Halina Henzel (Uniwersytet Ekonomiczny w Katowicach)
- Prof. dr hab. Ewa Kucharska-Stasiak (Uniwersytet Łódzki)
- Prof. dr hab. Ewa Siemińska (Uniwersytet Mikołaja Kopernika w Toruniu)
- Prof. Daniela Špirkova (Slovak University of Technology in Bratislava, Słowacja)
- Prof. Anna Zhivkova Gospodinowa (Varna University of Economics, Bułgaria)
- Prof. Ion Anghel (The Bucharest University of Economics Studies, Rumunia)
- Prof. dr hab. Stanisław Belniak (Politechnika Krakowska)
- Prof. dr hab. Ryszard Borowiecki (Uniwersytet Ekonomiczny w Krakowie)
- Prof. dr hab. Marek Bryx (Szkoła Główna Handlowa w Warszawie)
- Prof. dr hab. Krzysztof Jajuga (Uniwersytet Ekonomiczny we Wrocławiu)
- Prof. dr hab. Zygmunt Szymla (Uniwersytet Ekonomiczny w Krakowie)
- Dr Jarosław Plichta (Fundacja Uniwersytetu Ekonomicznego w Krakowie)

## Indeksowanie w bazach danych[6]
- BazEkon,
- CEJSH,
- EBSCO,
- IC Master Journals List (Index Copernicus International).